# Никола Бонев (офицер)
Никола Богданов Бонев е български офицер (подполковник), участник в Сръбско-турската (1876), Руско-турската (1877 – 1878), Сръбско-българската (1885) и Балканската война (1912 – 1913).

## Биография
Никола Бонев е роден на 23 април 1855 г. в с. Плачковци. През 1873 година постъпва в Одеското военно училище, но прекъсва обучението си и се включва в Сръбско-турската война (1876) като доброволец. Участва в боевете при Зайчар, Алексинац – Бабина глава, Гредетин и др. Награден е с медал За храброст.
По време на Руско-турската война (1877 – 1878) е опълченец от 10-а опълченска дружина и участва в боевете при връх Малък Бедек. Награден е с орден „Св. Станислав“ III степен. След войната постъпва в Командата на волноопределяющите се, след което продължава образованието си в Софийското военно училище. След завършването служи в Тетевенска №5 пеша дружина.

## Сръбско-българска война (1885)
По време на Сръбско-българската война (1885) капитан Бонев командва 5-а запасна дружина от 1-ви пехотен софийски полк. Сформира Ученическия легион и го изпраща на фронта.
След войната от 1886 г. командва 6-и пехотен търновски полк. През 1891 е уволнен от служба. Мобилизиран е за участие в Балканската война (1912 – 1913) през която е комендант на София. По време на военната си кариера служи като Пловдивски военен окръжен началник.
Подполковник Никола Бонев умира на 26 август 1929 година.

## Военни звания
- Подпоручик (14 декември 1879)
- Поручик (7 януари 1882)
- Капитан (25 декември 1884)
- Майор (1 април 1887)
- Подполковник (2 август 1891)

## Награди
- Медал за храброст, Княжество Сърбия (1876)
- Орден „Св. Станислав“ III степен